# Mladá Boleslav
Mladá Boleslav település Csehországban, a Mladá Boleslav-i járásban. Mladá Boleslav Bítouchov, Josefův Důl, Vinařice, Hrdlořezy, Bukovno, Nepřevázka, Dobrovice, Krnsko, Dalovice, Plazy, Řepov, Vinec, Kosmonosy, Bradlec és Písková Lhota településekkel határos. Lakosainak száma 46 428 fő (2024. január 1.).

## Népesség
A település lakosságának változását az alábbi diagram mutatja:
| Lakosok száma | 8695 | 14 452 | 21 425 | 22 563 | 45 896 | 44 255 | 44 056 | 44 489 | 41 868 | 46 428 |
|               | 1869 | 1890   | 1921   | 1950   | 1980   | 2001   | 2017   | 2019   | 2022   | 2024   |

## Híres emberek
- Itt született 1920. december 18-án Miloslav Vigner konstruktőr, egyetemi tanár, a Škoda 1000 MB személygépkocsi főkonstruktőre